# Paraclius edwardsi
Paraclius edwardsi är en tvåvingeart som beskrevs av Van Duzee 1931. Paraclius edwardsi ingår i släktet Paraclius och familjen styltflugor. Inga underarter finns listade i Catalogue of Life.